# Silasjärvi
Silasjärvi är en sjö i Finland. Den ligger i kommunen Kittilä i landskapet Lappland, i den norra delen av landet, 900 km norr om huvudstaden Helsingfors. Silasjärvi ligger 268,7 meter över havet. Arean är 15,5 hektar och strandlinjen är 3,22 kilometer lång. Sjön  ingår i Kemi älvs huvudavrinningsområde. 